# HFC Haarlem in het seizoen 1960/61
Het seizoen 1960/1961 was het zevende jaar in het bestaan van de Haarlemse betaaldvoetbalclub Haarlem. De club kwam uit in de Tweede divisie en daarin op de eerste plaats, dit betekende rechtstreekse promotie naar de Eerste divisie. Tevens deed de club mee aan het toernooi om de KNVB beker, hierin werd in de tweede ronde, na verlenging, verloren van Ajax (2–1).

## Wedstrijdstatistieken

### Tweede divisie
|       | Baronie | De Graafschap | Hilversum | LONGA | N.E.C. | Oldenzaal | PEC   | Rigtersbleek | Roda Sport | Tubantia | UVS   | De Valk | Velox | Wilhelmina | Zeist | Zwartemeer | Zwolsche Boys |
| ----- | ------- | ------------- | --------- | ----- | ------ | --------- | ----- | ------------ | ---------- | -------- | ----- | ------- | ----- | ---------- | ----- | ---------- | ------------- |
| Thuis | 0 – 0   | 1 – 2         | 0 – 0     | 6 – 2 | 3 – 0  | 1 – 1     | 2 – 2 | 3 – 2        | 1 – 0      | 4 – 0    | 1 – 0 | 2 – 1   | 5 – 2 | 6 – 0      | 3 – 0 | 4 – 2      | 3 – 0         |
| Uit   | 1 – 1   | 1 – 2         | 2 – 1     | 1 – 3 | 0 – 2  | 4 – 3     | 2 – 4 | 0 – 2        | 4 – 1      | 1 – 2    | 1 – 1 | 0 – 8   | 1 – 1 | 1 – 0      | 1 – 2 | 3 – 3      | 2 – 4         |

### KNVB Beker
| Groepsfase                                       | RCH                                            | 0 – 3 (0 – 2) | Haarlem                                                |
| 17 augustus 1960 Plaats: Heemstede Sportparklaan |                                                |               | 25' Nico Jonker 29' Eus Veen –' (pen.) Otto Berendregt |
| Groepsfase                                       | Haarlem                                        | 4 – 1 (1 – 1) | EDO                                                    |
| 18 september 1960 Plaats: Haarlem Jan Gijzenkade | Jaap Dorenbos –', –' Nico Jonker 50' Fred Boom |               | 35' Jaap Duivenvoorden                                 |
| Groepsfase                                       | DHC                                            | 1 – 4 (0 – 3) | Haarlem                                                |
| 30 oktober 1960 Plaats: Delft Brasserskade       | Cor van Galen 79'                              |               | 21', –', –' Jaap Dorenbos 81' Nico Jonker              |
| Groepsfase                                       | Haarlem                                        | 1 – 2 (1 – 1) | ADO                                                    |
| 12 april 1961 Plaats: Haarlem Jan Gijzenkade     | Otto Berendregt 5'                             |               | 7' Henny den Engelse 50' Lex Rijnvis                   |
| 1e ronde                                         | Haarlem                                        | 3 – 2 (1 – 1) | Alkmaar '54                                            |
| 1 mei 1961 Plaats: Haarlem Jan Gijzenkade        | Jaap Dorenbos 20', 68' Ben de Ridder 83'       |               | 42', 51' Johan Engelsma                                |
| 2e ronde                                         | Ajax                                           | 2 – 1 (1 – 1) | Haarlem                                                |
| 25 mei 1961 Plaats: Haarlem Jan Gijzenkade       | Henk Groot –', –'                              |               | 84' Fred Boom                                          |

## Statistieken Haarlem 1960/1961

### Eindstand Haarlem in de Nederlandse Tweede divisie 1960 / 1961
| Stand | Gespeeld | Gewonnen | Gelijk | Verloren | Punten | Doelpunten voor | Doelpunten tegen |
| ----- | -------- | -------- | ------ | -------- | ------ | --------------- | ---------------- |
| 1e    | 34       | 21       | 8      | 5        | 50     | 85              | 39               |

### Topscorers
| #                | Naam                    | Goal |
| ---------------- | ----------------------- | ---- |
| 1.               | Jaap Dorenbos           | 31   |
| 2.               | Eus Veen                | 18   |
| 3.               | Nico Jonker             | 10   |
| 4.               | Aad Goedhart            | 9    |
| 5.               | Otto Berendregt         | 6    |
| 6.               | Lout Vreeken            | 4    |
| 7.               | Ben de Ridder           | 3    |
| 8.               | Nico Duyster            | 1    |
| 8.               | Seppenwolde             | 1    |
| Eigen doelpunten |                         |      |
| –                | Jan van Boxtel (N.E.C.) | 1    |
| –                | Henk van Erp (LONGA)    | 1    |
| Totaal           | Totaal                  | 85   |

| #      | Naam            | Goal |
| ------ | --------------- | ---- |
| 1.     | Jaap Dorenbos   | 7    |
| 2.     | Nico Jonker     | 3    |
| 3.     | Fred Boom       | 2    |
| 3.     | Otto Berendregt | 2    |
| 4.     | Ben de Ridder   | 1    |
| 4.     | Eus Veen        | 1    |
| Totaal | Totaal          | 16   |

## Voetnoten
Baronie · De Graafschap · Haarlem · Hilversum · LONGA · N.E.C. · Oldenzaal · PEC · Rigtersbleek · Roda Sport · Tubantia · UVS · De Valk · Velox · Wilhelmina · Zeist · Zwartemeer · Zwolsche Boys